# Церковь Святейшего Спасителя (Люблин)
Ректоральная церковь Святейшего Спасителя (пол. Kościół Najświętszego Zbawiciela) — рекорторальная церковь католической архиепархии Люблина в Польше. Храм расположен на в северной части кладбища на главной аллее, перед входом, на Униатской улице в Люблине. Памятник архитектуры с 27 мая 2014 года под номером A/1627.

## История
После основания в 1932 году нового католического кладбища на Униатской улице было решено построить на его территории большую кладбищенскую часовню, которую возвели с 1934 по 1935 год. Автором проекта стал архитектор Александр Грухальский. В 1985 году она была преобразована в ректоральную церковь Святейшего Спасителя. На внешних стенах храма были установлены плиты с именами людей, жертв Второй мировой войны и коммунистических репрессий с 1939 по 1956 год.

## Описание
Однонефная кирпичная базилика в стиле модернизм с элементами национальной архитектуры разных исторических периодов. Крутая крыша покрыта красной черепицей. В очертаниях башни, расширенной проекции крыльца и других деталях фасада заметны ссылки на церковь в Казимеже.
Фасад храма с обеих сторон украшен статуями святых апостолов. Крыльцо покрыто гипсовой облицовкой, стилизованной под каменную кладку романских церквей. Аркады крыльца похожи на субботы, встречающиеся в старых деревянных конструкциях. Храм окружен контрфорсами, как у готических церквей. Во внешней части апсиды есть ниша со скульптурами, продолжающая традицию средневековой архитектуры.
Внутри церковь покрыта белой грубой штукатуркой, лишенной архитектурных украшений. Арки и своды напоминают романские церкви. В пресвитерии размещен витраж с изображением распятого Христа. На противоположной стороне хоры на основании трёх аркад.
В церкви несколько алтарей. Над главным алтарём висит картина Святейшего Сердца Иисуса. В одном из боковых алтарей находятся три изображения: Богоматери, святого Максимилиана Марии Кольбе и блаженной Марии Тереза Ледуховской. В храме есть баптистерий со статуями князя Мешко I и его супруги, княгини Дубравки.